# Ryan Howard
Ryan James Howard (* 19. November 1979 in St. Louis, Missouri) ist ein ehemaliger US-amerikanischer Baseballspieler. Er spielte von 2004 bis 2016 auf der Position des First Basemans bei den Philadelphia Phillies in der National League (NL) der Major League Baseball (MLB).
Howard wurde nach seiner Collegezeit in der fünften Runde von den Phillies gedraftet, er spielte bis 2004 für verschiedene Minor League Farmteams des Clubs aus Philadelphia, bevor er am 1. September 2004 sein Debüt in der MLB gab. Er wurde 2005 zum Rookie of the Year der National League, einer Auszeichnung für den besten Jungprofi, gewählt. Nach einem überragenden Sommer 2006, in dem er zweimal in Folge (August/September) Spieler des Monats wurde, wählte man ihn zudem zum MVP, sowie zum in der Offensive besten First Baseman des Jahres 2006 der National League. Howard ist erst der zweite Baseballer der in zwei aufeinander folgenden Jahren zuerst bester Nachwuchsspieler und MVP wurde.
Im Jahr 2008 konnte Howard mit seinem Team die World Series 2008 gegen die Tampa Bay Rays gewinnen. Howard selbst gelangen im Verlauf der Serie drei Home Runs.
In den Playoffs 2009 gelang es ihm als erstem Spieler in der Geschichte der Liga, in sieben aufeinander folgenden Spielen mindestens einen Run Batted In (RBI) zu erzielen.
Am 26. April 2010 unterzeichnete Howard eine fünfjährige Vertragsverlängerung über 125 Millionen US-Dollar mit einer Vereinsoption für den Vertrag, den er vor der Saison 2009 unterzeichnet hatte. Er war auch der erste designierte Schlagmann in einem NL-Stadion während eines Spiels der regulären Saison, als die Phillies am 25. Juni als Auswärtsteam gegen die Toronto Blue Jays im Citizens Bank Park spielten. Die Major League Baseball verlegte die Interleague-Serie aufgrund der Saison nach Philadelphia G-20-Gipfel findet in der Nähe des Rogers Centre in Toronto statt.
Am 1. August verstauchte sich Howard den Knöchel, als er bei einem Baserunning-Spielzug zur zweiten Base zurückkehrte, und wurde auf die 15-Tage-Behindertenliste gesetzt.[59]
Am 24. August wurde Howard im 14. Inning vom dritten Base-Schiedsrichter Scott Barry ausgeworfen, weil er einen Check-Swing-Strikeout argumentiert hatte. Da keine Angriffsspieler mehr übrig waren, verlegten die Phillies den linken Feldspieler Raúl Ibañez auf die erste Base und schickten den Pitcher Roy Oswalt in das Centerfield.
Am 8. September erzielte Howard seinen 250. Homerun in nur 855 Spielen und übertraf damit Ralph Kiner als den schnellsten Spieler in der Geschichte, der diesen Meilenstein erreichte.
[Am 1. September 2023 wurde dieser Rekord von Aeron Judge, New York Yankees, gebrochen].
Am 18. September erzielte Howard seinen 30. Homerun der Saison und stellte mit fünf aufeinanderfolgenden Saisons mit 30 Homeruns und 100 RBI einen Franchise-Rekord auf. Er lag auf Augenhöhe mit Chuck Klein, der von 1929 bis 1932 vier aufeinanderfolgende Saisons mit 30 Homeruns und 100 RBI absolvierte. In der Verteidigung führte er mit nur 14 Feldspieler Fehlern das dritte Jahr in Folge alle First Basemen der Major League an.
Howard wurde zusammen mit seinen Teamkollegen Chase Utley, Jamie Moyer und Roy Halladay als einer der wenigen aktiven Spieler aufgeführt, die wahrscheinlich für die Hall of Fame in Frage kamen.